# Gyokko-ryū
Gyokko-ryū Kosshijutsu (яп. 玉虎流骨指術, укр. «Школа самоцвітного тигра мистецтва ударів по кістках») — традиційна японська школа бойових мистецтв (корю) заснована, за переказами, у період Хейан (794–1185). Вона вважається однією з найдавніших шкіл, яка спеціалізується на техніках kosshijutsu (атаки на м’язи, нерви та сухожилля), shitojutsu (захвати і стискання) та техніках використання короткої зброї.

## Історія
Засновником школи традиційно вважається китайський майстер на ім’я Йо Ґьокуо (Yo Gyokko), який, за легендою, прибув до Японії з Китаю. Проте історичних підтверджень цієї версії немає. Перші достовірні згадки про школу пов’язані з майстром Сасакі Ґенпачі, який передав техніку далі по лінії спадкоємців.
У XX столітті школа набула відомості завдяки діяльності Тосіцугу Такамацу, який володів кількома традиційними школами бойових мистецтв. Він передав знання своєму учневі — Масаакі Хацу́мі, засновнику організації Bujinkan.

## Техніки
Gyokko-ryū спеціалізується на:
- Коссі-дзюцу (Kosshijutsu) — удари в життєво важливі точки, м’язи та нервові вузли;
- Найкен (Naiken) — внутрішня сила та робота з тілом;
- Саншин-но-ката (Sanshin no kata) — п’ять основних форм руху;
- Кіхон-хаппо (Kihon Happo) — вісім базових технік нападу й захисту.

Також використовуються традиційні види зброї: короткий меч (кодаті), ножі (танто), мотузки (хімо) та інші.

## Роль у Bujinkan
Gyokko-ryū є однією з дев’яти шкіл, що складають основу системи Bujinkan, яка поєднує техніки ніндзюцу та самурайських мистецтв. Вона вважається фундаментальною школою для вивчення базової структури руху в Bujinkan.

## Лінія передачі
Школа передавалася від майстра до учня по системі спадкоємності (menkyo kaiden). Серед відомих майстрів:
- Тосіцугу Такамацу
- Масаакі Хацу́мі
- Тецудзан Наґато